# Complexul de clădiri și parcul fostei școli de agronomie fondată de Ion Ciorescu
Complexul de clădiri și parcul fostei școli de agronomie fondată de Ion Ciorescu este un complex de clădiri amplasat în Ciorescu, municipiul Chișinău, Republica Moldova. Este un monument istoric de importanță națională inclus în Registrul monumentelor Republicii Moldova ocrotite de stat cu nr. 391 (municipiul Chișinău). Datează de la sf. sec. XIX.